# Јован Малала
Јован Малала (грч. Ιωάννης Μάλαλας, рођен око 490 - умро после 570) је био византијски хроничар, аутор Хронике (Χρονογραφία) којом је покренут тренд састављања историографских дела у виду жанра светске хронике.
О животу Јована Малале можемо судити само путем штурих података које је аутор оставио у свом делу. Његов надимак малала је у ствари сиријска реч за ретора. На основу богатства података о сиријској метрополи Антиохији може се закључити да се хроничар родио и школовао у овом граду. Нешто после 530. године, Малала се изгледа преселио у Константинопољ пошто о престоничким догађајима након те године пружа доста информација. Судећи по тону Хронике Малала је био лојална присталица цара Јустинијана I и следбеник православља, а не монофизитизма карактеристичног за његову родну Сирију. У престоници је вероватно обављао неки посао у царској администрацији и ту је и умро после 570. године.
Почетком четврте деценије 6. века Малала је саставио своју Хронику у маниру светске хронике дакле од Стварања света и Адама и Еве до аутору савремених догађаја. Састављање светских хроника, почев од почетка 4. века, био је покушај да се створи универзална кратка и хронолошки изложена историја света и да се библијска историја помири са историјом разних древних народа, а затим и Грка и Римљана. Малала је за разлику од својих савременика Прокопија из Цезареје и Агатије из Мирине, који су писали на класичном атичком дијалекту, писао на грчком језику приближном свакодневном језику његовог времена. Прву верзију хронике у 17. књига закључену са догађајима из 527. године завршио је током тридесетих година 6. столећа, а касније је делу додао и најдужу 18. књигу која се бавила искључиво Јустинијановом владавином. Међутим, одређене индиције у хроници Теофана Исповедника са почетка 9. века упућују да је Малалино дело можда имало још једну, 19. књигу у којој су биле обрађене првих седам година владе Јустина II (565—578). Било како било, Малалина Хроника каква је до данас стигла завршава се са 565. и смрћу цара Јустинијана.
У писању своје хронике, Малала се ослањао на велики број грчких и латинских аутора које је вероватно познавао преко разних хрестоматија (Паусанија, Евсевије Цезарејски, Јулије Африканац, Приск, разне краће хронике итд.). По сопственим речима за период после цара Зенона (474—491) се користио искључиво усменом традицијом. Утицај предања осећа се и у другим деловима хронике. Поред тога, Малала је користио и документа попут царских закона и писама.
Највећа вредност Малалиног дела лежи у великом броју информација које нису доступне у осталим изворима, а за доба цара Јустинијана представља вредан извор, наравно највише као допуна Прокопију, Агатији и Менандру Протектору. У науци Малала се релативно доскора сматрао за извор надахнут Јустинијановом пропагандом и као непоуздана и сувише наивна хроника по мери полуобразованих хришћана средњег века. Међутим, данас се Јован Малала посматра као човек свог времена који је писао у складу са традицијама и сазнањима о прошлости каква су била сачувана у 6. веку. Малала је био узор каснијим византијским хроничарима и извор информација за историчаре (Јован Ефешки, Евагрије Схоластик, анонимни аутор Ускршње хронике, Теофан Исповедник, Константин VII Порфирогенит, Јован Скилица...), а његова хроника је преписивана и радо превођена на друге језике, између осталих и на старословенски.
Критички текст о Малалиној хроници и превод једног кратког фрагмента на српскохрватски могу се наћи у: Византијски извори за историју народа Југославије, том 1, Београд 1955, 104-107.